# Jak (transporter)
Jak – kryptonim polskiego programu transporterów ciężkich pojazdów wojskowych z początku XXI wieku.

## Historia
W październiku 2017 roku Wojsko Polskie ogłosiło przetarg na transportery ciężkich pojazdów wojskowych o masie do 70 ton programu o kryptonimie Jak. Wybrano jako najkorzystniejszą polską ofertę zakładów Jelcz z naczepą firmy Demarko. Umową z 29 maja 2019 roku, rozszerzoną 12 grudnia tego roku, o wartości 126,5 mln zł, wojsko zamówiło 23 zestawy Jak i trzy dodatkowe ciągniki. Następnie umową z 12 stycznia 2024 roku o wartości ok. 500 mln zł zamówiono dalsze kilkadziesiąt zestawów (prawdopodobnie 50–70). Pierwsze zestawy dostarczono wojsku w 2021 roku.
Zestaw Jak składa się z opancerzonego ciągnika siodłowego Jelcz 882.62 i naczepy niskopodwoziowej ST755-20W firmy Demarko. Ciągnik siodłowy Jelcz 882.62 w układzie 8×8 napędzany jest silnikiem wysokoprężnym 6-cylindrowym MTU 6R 1500 A60 o pojemności skokowej 15,6 l i mocy nominalnej 625 KM (460 kW) przy 1700 obr./min. Kabina ciągnika ma opancerzenie II poziomu według normy STANAG 4569. Zestaw ma dwie wciągarki hydrauliczne o uciągu 25 ton.